# Gueiserita
Una gueiserita és una forma de sílice opalí que es troba sovint al voltant de guèisers i fonts termals. És de vegades referida també amb el nom sinter. Les gueiserites d'estructura botrioïdal són conegudes com a fiorites.
Al maig de 2017, evidència d'una de les primeres formes de vida conegudes sobre la Terra pot haver estat trobada en una gueiserita d'uns 3.48 mil milions anys descoberta al crató de Pilbara d'Austràlia Occidental.